# Leptostygnus leptochirus
Leptostygnus leptochirus is een hooiwagen uit de familie Agoristenidae.